# Mooradale

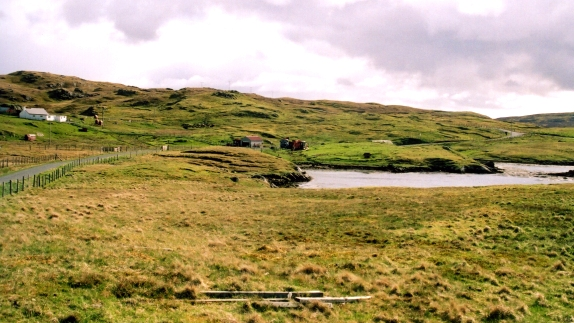
Blick von Südwesten auf den Ort

Mooradale ist eine kleine Ortschaft, die im Nordosten der zu Schottland zählenden Shetlands liegt.

## Geographie
Mooradale liegt im Westen von Lunna Ness, einer Halbinsel an der nordöstlichen Küste Mainlands, am südlichen Ende der Bucht Boatsroom Voe. Die nächsten Ortschaften sind Hamnavoe im Norden und Lunna im Südwesten.

## Historisches
Im Rahmen der historischen Gliederung Schottlands in Civil Parishes zählt Mooradale zu Nesting.